# Деніс Лоу
Деніс Лоу (англ. Denis Law; 24 лютого 1940, Абердин — 17 січня 2025) — шотландський футболіст, нападник.
Володар «Золотого м'яча» найкращого футболіста Європи 1964 року. Лауреат Ювілейної нагороди УЄФА як найвидатніший шотландський футболіст 50-річчя (1954—2003).
Володар Кубка Англії. Дворазовий чемпіон Англії. Дворазовий володар Суперкубка Англії з футболу. Володар Кубка чемпіонів УЄФА.

## Клубна кар'єра
У дорослому футболі дебютував 1956 року виступами за команду клубу «Гаддерсфілд Таун», в якій провів чотири сезони, взявши участь у 91 матчі чемпіонату.
Згодом з 1960 по 1962 рік грав у складі команд клубів «Манчестер Сіті» та «Торіно».
Своєю грою за останню команду привернув увагу представників тренерського штабу клубу «Манчестер Юнайтед», до складу якого приєднався 1962 року. Відіграв за команду з Манчестера наступні одинадцять сезонів своєї ігрової кар'єри. Більшість часу, проведеного у складі «Манчестер Юнайтед», був основним гравцем атакувальної ланки команди. У складі «Манчестер Юнайтед» був одним з головних бомбардирів команди, маючи середню результативність на рівні 0,55 голу за гру першості. За цей час виборов титул володаря Кубка Англії, ставав чемпіоном Англії (двічі), володарем Суперкубка Англії з футболу (двічі), володарем Кубка європейських чемпіонів.
Завершив професійну ігрову кар'єру у клубі «Манчестер Сіті», у складі якого вже виступав раніше. Прийшов до команди 1973 року, захищав її кольори до припинення виступів на професійному рівні у 1974.

## Виступи за збірну
1958 року дебютував в офіційних матчах у складі національної збірної Шотландії. Протягом кар'єри у національній команді, яка тривала 17 років, провів у формі головної команди країни 55 матчів, забивши 30 голів.
У складі збірної був учасником чемпіонату світу 1974 року у ФРН.

## Титули і досягнення

### Командні
- Володар Кубка Англії (1):

«Манчестер Юнайтед»: 1962–63
- Чемпіон Англії (2):

«Манчестер Юнайтед»: 1964–65, 1966–67
- Володар Суперкубка Англії з футболу (2):

«Манчестер Юнайтед»: 1965, 1967
- Володар Кубка чемпіонів УЄФА (1):

«Манчестер Юнайтед»: 1967–68

### Особисті
- Золотий м'яч (1964)
- Найкращий бомбардир Кубка ярмарків (1964–65)
- Найкращий бомбардир Кубка європейських чемпіонів (1968–69)
- Золотий гравець Шотландії: найвидатніший гравець за останні 50 років згідно з Шотландською футбольною асоціацією (листопад 2003, з нагоди ювілею УЄФА)

## Статистика

### Зведена статистика виступів у збірній
| Шотландія | Шотландія | Шотландія |
| Рік       | Ігри      | Голи      |
| --------- | --------- | --------- |
| 1958      | 2         | 1         |
| 1959      | 4         | 0         |
| 1960      | 4         | 2         |
| 1961      | 3         | 2         |
| 1962      | 3         | 5         |
| 1963      | 7         | 11        |
| 1964      | 5         | 1         |
| 1965      | 6         | 2         |
| 1966      | 2         | 2         |
| 1967      | 3         | 1         |
| 1968      | 1         | 1         |
| 1969      | 2         | 0         |
| 1970      |           |           |
| 1971      |           |           |
| 1972      | 7         | 2         |
| 1973      | 3         | 0         |
| 1974      | 3         | 0         |
| Всього    | 55        | 30        |

### Усі матчі за збірну
| Дата       | Місто              | Господарі         | Результат  | Гості             | Турнір             | Голи | Примітки |
| ---------- | ------------------ | ----------------- | ---------- | ----------------- | ------------------ | ---- | -------- |
| 18-10-1958 | Кардіфф            | Уельс             | 0 – 3      | Шотландія         | товариський матч   | 1    |          |
| 5-11-1958  | Глазго             | Шотландія         | 2 – 2      | Північна Ірландія | товариський матч   | -    |          |
| 27-5-1959  | Амстердам          | Нідерланди        | 1 – 2      | Шотландія         | товариський матч   | -    |          |
| 3-6-1959   | Лісабон            | Португалія        | 1 – 0      | Шотландія         | товариський матч   | -    |          |
| 3-10-1959  | Белфаст            | Північна Ірландія | 0 – 4      | Шотландія         | товариський матч   | -    |          |
| 4-11-1959  | Глазго             | Шотландія         | 1 – 1      | Уельс             | товариський матч   | -    |          |
| 9-4-1960   | Глазго             | Шотландія         | 1 – 1      | Англія            | товариський матч   | -    |          |
| 4-5-1960   | Глазго             | Шотландія         | 2 – 3      | Польща            | товариський матч   | 1    |          |
| 29-5-1960  | Відень             | Австрія           | 4 – 1      | Шотландія         | товариський матч   | -    | 12'      |
| 4-5-1960   | Глазго             | Шотландія         | 5 – 2      | Північна Ірландія | товариський матч   | 1    |          |
| 15-4-1961  | Лондон             | Англія            | 9 – 3      | Шотландія         | товариський матч   | -    |          |
| 26-9-1961  | Глазго             | Шотландія         | 3 – 2      | Чехословаччина    | Відбір до ЧС 1962  | 2    |          |
| 29-11-1961 | Брюссель           | Чехословаччина    | 4 – 2 д.ч. | Шотландія         | Відбір до ЧС 1962  | -    |          |
| 14-4-1962  | Глазго             | Шотландія         | 2 – 0      | Англія            | товариський матч   | -    |          |
| 20-10-1962 | Кардіфф            | Уельс             | 2 – 3      | Шотландія         | товариський матч   | 1    |          |
| 7-11-1962  | Глазго             | Шотландія         | 5 – 1      | Північна Ірландія | товариський матч   | 4    |          |
| 6-4-1963   | Лондон             | Англія            | 1 – 2      | Шотландія         | товариський матч   | -    |          |
| 8-5-1963   | Глазго             | Шотландія         | 4 – 1      | Австрія           | товариський матч   | 2    |          |
| 4-6-1963   | Берген             | Норвегія          | 4 – 3      | Шотландія         | товариський матч   | 3    |          |
| 9-6-1963   | Дублін             | Ірландія          | 1 – 0      | Шотландія         | товариський матч   | -    | кап.     |
| 13-6-1963  | Мадрид             | Іспанія           | 2 – 6      | Шотландія         | товариський матч   | 1    | кап.     |
| 7-11-1963  | Глазго             | Шотландія         | 5 – 1      | Норвегія          | товариський матч   | 4    |          |
| 20-11-1963 | Глазго             | Шотландія         | 2 – 1      | Уельс             | товариський матч   | 1    |          |
| 11-4-1964  | Глазго             | Шотландія         | 1 – 0      | Англія            | товариський матч   | -    |          |
| 12-5-1964  | Ганновер           | ФРН               | 2 – 2      | Шотландія         | товариський матч   | -    |          |
| 3-10-1964  | Кардіфф            | Уельс             | 3 – 2      | Шотландія         | товариський матч   | -    | кап.     |
| 21-10-1964 | Глазго             | Шотландія         | 3 – 1      | Фінляндія         | Відбір до ЧС 1966  | 1    | кап.     |
| 25-11-1964 | Глазго             | Шотландія         | 3 – 2      | Північна Ірландія | товариський матч   | -    |          |
| 10-4-1965  | Лондон             | Англія            | 2 – 2      | Шотландія         | товариський матч   | 1    |          |
| 8-5-1965   | Глазго             | Шотландія         | 0 – 0      | Іспанія           | товариський матч   | -    |          |
| 23-5-1965  | Хожув              | Польща            | 1 – 1      | Шотландія         | Відбір до ЧС 1966  | 1    |          |
| 27-5-1965  | Гельсінкі          | Фінляндія         | 1 – 2      | Шотландія         | Відбір до ЧС 1966  | -    |          |
| 2-10-1965  | Белфаст            | Північна Ірландія | 3 – 2      | Шотландія         | товариський матч   | -    |          |
| 13-10-1965 | Глазго             | Шотландія         | 1 – 2      | Польща            | Відбір до ЧС 1966  | -    | ЖК       |
| 2-4-1966   | Глазго             | Шотландія         | 3 – 4      | Англія            | товариський матч   | 1    |          |
| 22-10-1966 | Кардіфф            | Уельс             | 1 – 1      | Шотландія         | Відбір до ЧЄ 1968  | 1    |          |
| 15-4-1967  | Лондон             | Англія            | 2 – 3      | Шотландія         | Відбір до ЧЄ 1968  | 1    |          |
| 10-5-1967  | Глазго             | Шотландія         | 0 – 2      | СРСР              | товариський матч   | -    | 46'      |
| 21-10-1967 | Кардіфф            | Північна Ірландія | 1 – 0      | Шотландія         | Відбір до ЧЄ 1968  | -    |          |
| 6-11-1968  | Глазго             | Шотландія         | 2 – 1      | Австрія           | Відбір до ЧС 1970  | 1    | 73'      |
| 16-4-1969  | Глазго             | Шотландія         | 1 – 1      | ФРН               | Відбір до ЧС 1970  | -    |          |
| 6-5-1969   | Глазго             | Шотландія         | 1 – 1      | Північна Ірландія | товариський матч   | -    |          |
| 26-4-1972  | Глазго             | Шотландія         | 2 – 0      | Перу              | товариський матч   | 1    | кап.     |
| 20-5-1972  | Глазго             | Шотландія         | 2 – 0      | Північна Ірландія | товариський матч   | 1    |          |
| 24-5-1972  | Глазго             | Шотландія         | 1 – 0      | Уельс             | товариський матч   | -    |          |
| 27-5-1972  | Глазго             | Шотландія         | 0 – 1      | Англія            | товариський матч   | -    |          |
| 29-6-1972  | Белу-Оризонті      | Шотландія         | 2 – 2      | Югославія         | товариський матч   | -    | 76'      |
| 2-7-1972   | Порту-Алегрі       | Шотландія         | 0 – 0      | Чехословаччина    | товариський матч   | -    | 78'      |
| 5-7-1972   | Ріо-де-Жанейро     | Бразилія          | 1 – 0      | Шотландія         | товариський матч   | -    |          |
| 26-9-1973  | Глазго             | Шотландія         | 2 – 1      | Чехословаччина    | Відбір до ЧС 1974  | -    |          |
| 17-10-1973 | Братислава         | Чехословаччина    | 1 – 0      | Шотландія         | Відбір до ЧС 1974  | -    | 58'      |
| 14-11-1973 | Глазго             | Шотландія         | 1 – 1      | ФРН               | товариський матч   | -    | 88'      |
| 27-3-1974  | Франкфурт-на-Майні | ФРН               | 2 – 1      | Шотландія         | товариський матч   | -    | 57'      |
| 11-5-1974  | Глазго             | Шотландія         | 0 – 1      | Північна Ірландія | товариський матч   | -    | 65'      |
| 14-6-1974  | Дортмунд           | Шотландія         | 2 – 0      | Заїр              | ЧС 1974 - 1-й етап | -    |          |
| Усього     |                    | Матчів            | 55         |                   | Голів (1 місце)    | 30   |          |